# Голод в Татарстане (1921—1922)
Голод в Татарстане 1921–1922 годов — период массового голода, произошедший в Татарской АССР в результате Гражданской войны в России и продраздверстки, в которой погибли от 500 000 до 2 000 000 человек. Является частью голода в Поволжье.

## Причины
Причинами, которые привели к голоду в Татарстане, стали плачевное состояние сельского хозяйства после Первой мировой войны, национализация промышленных и ремесленных предприятий и уменьшение посевной площади в 1917—1920 гг., реквизирование и смерть скота в 1920 году из-за неурожая. Однако основной причиной голода многие исследователи называют политику продраздвертски, что впоследствии вылилось в вилочное восстание.
Многие представители политических элит выступали против продраздвертки. Иван Дерунов, член областной компартии, говорил, что выполнение этого плана обречет народ на гибель. Член временного ревкома Шамиль Усманов, комиссар продовольствия Юнус Валидов также выступили против этого плана.
Сахиб-Гарей Саит-Галиев, в свою очередь, выражал свое желание оперативного выполнения поставленной задачи. Было принято обращение, в котором говорилось о том, что люди, отказавшиеся от выполнения плана, будут наказаны.

## Голод
С начала 1921 года начался период абсолютного голода. В то время из 3 млн населения ТАССР голодало около 2.7 млн человек. В 1920 году сельское хозяйство в республике давало около 50% от того, что было в 1913 году. Многие реки осушились, что не давало возможности заниматься рыбной ловлей. Из-за нехватки урожая ржи многие голодающие делали хлеб используя мох, желуди, крапиву и т.д, где, по разным оценкам, было около 40-60 или даже более 60% суррогатных добавок. Причиной этому стало отсталость аграрного сектора и это помогало им выживать зимой 1921 года. Многие также поедали собак, кошек, птиц. В это же время распространялись тиф, холера, и т.д. и во многих деревнях случались пожары, которые обессилевшие жители не могли потушить. Татнаркомздрав с 1920 года вел борьбу с этими заболеваниями. С 1 июля 1921 года по 1 июля 1922 года общая заболеваемость населения составила около 70%, причем 48 % от этого числа болели на почве голода, а остальные 52% от болезней.
В это же время Ленин обращается к мировому сообществу, с просьбой помочь в данной ситуации. Александра Коллонтай просит помощи у Фритьофа Нансена. Максим Горький обращается к будущему американскому президенту Герберту Гуверту, что поспособствовало тому, что уже 3 сентября 1921 года приезжает организация «Американская администрация помощи» (АРА). Изначальной целью приезда было помочь 15 тысячам детей, так как ожидалось, что они будут самым голодающим слоем населения. Но по приезде обнаружилось, что голодает почти все население республики. Американский писатель Д. Р. Гайльдс писал:
«Во многих деревнях, через которые мне удавалось проехать, три четверти домов пусты, а в других не слышно было никаких признаков жизни, хотя бы собачьего лая, петушиного крика или мяуканья кошки, которые оживили бы это мёртвое молчание, охватившее эти места, некогда населённые сотнями и тысячами людей».
Они предоставляли продовольствие, организовывали раздачу пищи, а также программу продовольственных посылок. Помимо продовольственной помощи, они предоставляли значительную медицинскую помощь, включая организацию бесплатных клиник и санаториев для детей-туберкулезников. Эта гуманитарная миссия способствовала выживанию значительной части населения в регионе. Многие татарские деятели и представители духовенства поддерживали своих земляков из-за рубежа.
Официально зарегистрированы 100 случаев занятия людоедством, в которых родители могли съедать своих умерших с голоду детей. По другим данным это число могло доходить до 300 и более. Также официально установлено 72 случая трупоедства. Повсеместно сиротам не хватало мест в детских домах и особенно в детдомах Казани, так как туда свозили всех голодающих детей и уже оттуда в Среднюю Азию, что, однако, было малоэффективно, поскольку не всех детей удавалось эвакуировать.
Мирсаид Султан-Галиев, очевидец тех событий, писал:
Крестьянство Татарской Республики, давшее 22 млн пудов хлеба, кормившее целых полтора года всю Запасную армию Советской Федерации, затем испытало на себе тяжелый кошмар голода 1921 года с его разрухой, людоедством и т. д.

## Итоги
В 1922 году голод начинает отступать во многом благодаря помощи Американских организации, спасших около 1,2 млн жителей ТАССР. Под конец голода, по разным оценкам, от 500 тысяч до 2 миллионов человек погибло. По официальным данным погибло около 700 тысяч человек, что кажется многим исследователям сильно заниженной цифрой.  Свыше 210 тысяч человек было отправлено в другие субъекты страны. В Тетюшском кантоне население уменьшилось на 66 тыс. человек (35% населения), в Спасском — 48 тыс. (26%), в Чистопольском — 79 тыс. (21%), в Свияжском — 35 тыс. (22%), в остальных кантонах около 5–10% всего населения. След, который оставил голод, ещё ощущался на протяжении 4-5 лет, до 1928 года. В 1921–1922 гг. количество крестьянских хозяйств в Татарстане уменьшилось на почти 16–18 %. В большей степени пострадали татары. К примеру в Бугульминском кантоне на 100 татар приходилось 11,2 умерших, а на каждые 100 русских – 3,7 человека.
Фатих Амирхан прямо критиковал политику продраздверстки, обвиняя в этом руководство республики, и считал, что именно татары пострадали больше других народов. По мнению историка Рафаиля Шайдуллина, только татар погибло около 400-600 тысяч человек. По мнению историка Джеймса Лонга, примерно 13% населения Татарской АССР бежало в другие части страны, а ещё 10% умерло. По мнению Анастасии Федотовой, кандидата исторических наук, за период голода погибло 500 000-1 000 000 человек.
Рауф Сабиров, занимавший пост председателя Президиума ЦИК ТАССР с 1921 по 1924 годы, в своей статье «Экономическое положение и голод Республики Татарстан» писал:
Нет сомнений, что главными причинами голода были неурожаи зерна, инфекционные болезни и войны. Также определенные экономические условия страны, бедность населения, культурная отсталость, недостаток транспортного оборудования и многие другие причины ослабляли хозяйственные дела и способствовали более быстрому наступлению голода.
В 2008 году Всетатарский общественный центр обратился в ООН с просьбой признать голод 1921-1922 годов как геноцид татар.

## Отражение в культуре
Галимджан Ибрагимов написал повесть «Адәмнәр» (Люди), в котором говорится о голоде 1921-1922 годов.